# Östertälje (stacja kolejowa)
Östertälje – stacja kolejowa w Östertälje, w Gminie Södertälje, w regionie Sztokholm, w Szwecji. Znajduje się na Västra stambanan, 34,3 km od Dworca Centralnego w Sztokholmie. Stacja posiada peron wyspowy z halą biletową na peronie i przejście podziemne dla pieszych. Dziennie obsługuje około 7 300 pasażerów. 
Czas przejazdu do Sztokholmu wynosi 34 minut, a do Södertälje centrum 9 minut.

## Linie kolejowe
- Västra stambanan